# Play (brit magazin)
A Play egy az Egyesült Királyságban havonta megjelenő újság amiben a Sony PlayStation termékcsaládjáról szól.
Az Egyesült Királyság legrégebb óta megjelenő PlayStation újsága.